# 云南黑三棱
云南黑三棱（学名：Sparganium yunnanense），为黑三棱科黑三棱属下的一个植物种。其种加词“yunnanense”意为“云南的”。